# Calileptoneta sylva
Calileptoneta sylva är en spindelart som först beskrevs av Chamberlin och Ivie 1942.  Calileptoneta sylva ingår i släktet Calileptoneta och familjen Leptonetidae. Inga underarter finns listade.